# Goniothalamus macranthus
Goniothalamus macranthus är en kirimojaväxtart som först beskrevs av Wilhelm Sulpiz Kurz, och fick sitt nu gällande namn av Jacob Gijsbert Boerlage. Goniothalamus macranthus ingår i släktet Goniothalamus och familjen kirimojaväxter. Utöver nominatformen finns också underarten G. m. brevipetalus.